# Ed Devereaux
Ed Devereaux, születési nevén Edward Sidney Devereaux, ejtsd [deveró], (Sydney, New South Wales, Ausztrália, 1925. augusztus 27. – Hampstead, London, Egyesült Királyság, 2003. december 17.) ausztráliai brit színpadi és filmszínész, rendező, forgatókönyvíró, aki ifjú korában az ausztrál színpadokon és televíziónál kezdte pályáját, de színészi és rendezői munkásságának nagy részét Nagy-Britanniában fejtette ki.

## Élete

### Pályafutása
1955-ben kapta első, még névtelen (angliai) filmszerepét, egy angol tengerészt a Little Red Monkey című bűnügyi kalandfilmben. 1968-ban nagy sikert aratott az ausztrál televízió Skippy the Bush Kangaroo című családi filmsorozatának főszerepében, mint Matt Hammond fővadőr. A sorozat forgatókönyvének megírásában is része volt, 1969-ben ő maga rendezte a sorozat The Veteran című epizódját, ennek igen jó kritikai visszhangja lett. Devereaux a Double Trouble epizódba a saját gyerekei által kitalált történetet dolgozta be, további epizódok forgatókönyvét önállóan írta.
1958–1964 között különböző szerepeket játszott  a Folytassa-filmsorozat öt filmjében. 1963-ban szerepelt az 1963-as, nagy sikerű Ladies Who Do című brit vígjátékban (Mr. Gubbins szerepében).
1964-ben megjelent Az Angyal kalandjai c. Roger Moore-krimisorozat The Loving Brothers című részében és 1971-ben a Minden lében két kanál c. krimi-vígjátéksorozat Anyone Can Play epizódjában, mint Ryker, a főgonosz.
1977-ben megjelent Az Onedin család 5. évadának összes epizódjában, mint Mr. Thomas Macaulay. Az 1978-as Edward és Mrs. Simpson című életrajzi filmben Lord Beaverbrook sajtócézár szerepét játszotta, és ugyanőt még egyszer az 1981-es The Life and Times of David Lloyd George című, Lloyd George miniszterelnök életéről szól filmben. 1979-ben a The Professionals tévésorozatban Albie szerepét adta, 1996-ban sikerrel szerepelt a Pusszantlak, drágám! tévésorozatban és az abból készült 1997-es Absolutely Fabulous: Absolutely Not! című videó-összeállításban (Max szerepében).
Ausztráliai televíziós (ABC-TV) szerepei közül említendő a My Brother Jack (1965) és a Kings sorozat (1983). Emberábrázoló tehetségét a kritikusok igen magasra értékelték az 1988-as True Believers c. tévéfilmben, ahol Devereaux Ben Chifley-t, Ausztrália 1945–1949 között kormányzó miniszterelnökét alakította.
Magyar szinkronhangját Buss Gyula, Hollósi Frigyes, Juhász György, Szabó Ottó, Ujréti László és Vajda László adta.

### Magánélete
Kétszer nősült. Első felesége Irene Champion volt, 1953 körül házasodtak össze, négy gyermekük született: John (1954), Steven (1955), Timothy (1956) és Matthew (1962). Felesége írta az 1969-es The Intruders című film betétdalát (a filmben Devereaux is szerepelt). Ezután elváltak (ismeretlen időpontban), Deveraux egy René (†2000) keresztnevű hölgyet vett feleségül, akitől 1986-ben vált el, és még abban az évben harmadszor is megnősült. Harmadik feleségének, Julie Devereaux-nak leánykori neve szintén nem ismeretes.

### Elhunyta
2003-ban Devereaux-nál nyelőcsőrákot állapítottak meg nála. Elbocsátását kérte a kórházból, hogy otthon lehessen harmadik feleségével, Julie-vel. Három hónappal később, 2003. december 17-én hampsteadi otthonában elhunyt, veseelégtelenség következtében, 78 éves korában.

## Főbb filmszerepei
Francia eredetű családneve gyakran előfordul hibás írásmódban (Devereux, Deveraux) is. 
- 1955: Little Red Monkey, amerikai tengerész, névtelen
- 1957: Útibatyu (The Shiralee), Christy
- 1958: Folytassa, őrmester! (Carry On Sergeant), Russell őrmester
- 1959: Folytassa, nővér! (Carry On Nurse), Alec Lawrence
- 1959: The Four Just Men, tévésorozat, bérenc
- 1959: A repülő orvos (The Flying Doctor), tévésorozat, taxisofőr
- 1960: Fehér árnyak (The Savage Innocents), pilóta
- 1960: A torpedó visszalő (Watch Your Stern), Phillips parancsnok
- 1960: Ember a holdon (Man in the Moon), boltos
- 1960: Folytassa tekintet nélkül! (Carry On Regardless), Mr. Panting
- 1962: Folytassa a hajózást! (Carry On Cruising), ifjú tengerésztiszt
- 1962: Tekints embernek! (Mix Me a Person), Malley főfelügyelő
- 1962: A jelszó: bátorság (The Password Is Courage ), Aussie (= ausztrál ember)
- 1963: A törvény balkeze (The Wrong Arm of the Law), Bluey May
- 1963: Ladies Who Do, Mr. Gubbins
- 1964: Folytassa, Jack! (Carry On Jack), Hook, a kampókezű kalóz
- 1964: Az Angyal kalandjai (The Saint), tévésorozat, The Loving Brothers epizód, Wally Kinsall
- 1965: My Brother Jack, tévésorozat, Jack
- 1966: Furcsa társaság (They’re a Weird Mob), Joe Kennedy
- 1967: Journey Out of Darkness, Jubbal
- 1969: The Intruders, Matt Hammond fővadőr
- 1968–1970: Skippy, tévésorozat, Matt Hammond fővadőr / Loder
- 1971: Minden lében két kanál (The Persuaders!), tévésorozat, Anyone Can Play epizód, Ryker
- 1971: Házi áldás (Bless This House), Jim
- 1974: Leopárd és társai (The Zoo Gang), tévésorozat, Martin ezredes
- 1971–1974: Justice, tévésorozat, Frank Ronce
- 1976: The New Avengers, tévésorozat, Mr. Vann
- 1976: Hupikék törpikék és a csodafurulya (A kis manók furulyája, La flûte à six schtroumpfs), animációs film, angol szinkronhang
- 1977: Az Onedin család (The Onedin Line), tévésorozat, Thomas Macaulay
- 1978: Gyere vissza, kicsi Shéba! (Come Back, Little Sheba), tévéfilm, Elmo
- 1978: Edward és Mrs. Simpson (Edward & Mrs. Simpson), tévé-minisorozat, Lord Beaverbrook
- 1979: The Professionals, tévésorozat, Albie
- 1980: Oppenheimer, tévé-minisorozat, Wilhelm Styer ezredes
- 1981: The Life and Times of David Lloyd George, tévésorozat, Lord Beaverbrook
- 1983–1984: Kings, tévésorozat, George King
- 1985: Robbery Under Arms, Ben
- 1985: Jó utat! (Bon Voyage), Mr. Teitelbaum
- 1987: Yesterday’s Dreams, tévésorozat, Gil
- 1988: Tisztogatás (The Clean Machine), tévéfilm, Fred Riley komisszárius
- 1988: True Believers, tévé-minisorozat, Ben Chifley miniszterelnök
- 1989: Tanamera, tévé-minisorozat, Jack nagypapa
- 1989: Egy titkos ügynök magánélete (Goldeneye), tévéfilm, Sir William Stephenson
- 1996: Pusszantlak, drágám! (Absolutely Fabulous), tévésorozat, Mac
- 1997: Absolutely Fabulous: Absolutely Not!, összeállítás a Pusszantlak, drágám! filmjeiből, Max

## További információ
- Ed Devereaux a PORT.hu-n (magyarul)
- Ed Devereaux az Internetes Szinkronadatbázisban (magyarul)
- Ed Devereaux az Internet Movie Database-ben (angolul)
- Ed Devereaux a Rotten Tomatoeson (angolul)
- Ed Devereaux az AlloCiné weboldalán (franciául)
- Ed Devereaux Profile. Famousfix.com. (Hozzáférés: 2023. január 18.)
- ↑ AndrewRoss:  Andrew Ross. Carry On Actors: The Complete Who’s Who of the Film Series (angol nyelven). Fantom Publishing (2015). ISBN 1-906358-95-8
- ↑ RobertRoss:  Robert Ross. The Carry On Companion. London: B.T. Batsford (2002). ISBN 0-7134-8771-2
- Carry On Line: Official Website of the Carry On films Archiválva 2021. január 25-i dátummal a Wayback Machine-ben
- Carry On Signing: Ed Devereaux. members.tripod.com. (Hozzáférés: 2021. március 6.)